# دره حیدره
درهٔ حیدره یکی از دره‌های واقع در کوهستان الوند است و در حاشیهٔ غربی شهر همدان، بین دره عباس‌آباد و درهٔ وسیع و کم‌عمقی به نام دره فخرآباد قرار دارد و از دره‌های خوش آب و هوا و باصفای استان همدان است. مسیر دسترسی به درهٔ حیدره، از طریق میدان مدرس به سمت دانشکده کشاورزی و در ادامه به دره حیدره از طریق مسیر آسفالته است. این دره از باغات میوه و زمین‌های زراعتی پوشیده‌شده و در کف دره رودخانه‌ای در جریان است که به رود قره‌چای متصل می‌پیوندد. روستاییان حیدره به دامداری و زنبورداری نیز اشتغال دارند و عسل حیدره در همدان از شهرت خاصی برخوردار است.

## منبع
- ابراهیمی، پروین (۱۳۸۲)، سیمای میراث فرهنگی همدان، تهران: سازمان میراث فرهنگی کشور، شابک ۹۶۴-۷۴۸۳-۶۸-۶